# 벨로루시 소비에트 사회주의 공화국의 국기

벨로루시 소비에트 사회주의 공화국의 국기

벨로루시 소비에트 사회주의 공화국의 국기 (뒷면)

벨로루시 소비에트 사회주의 공화국의 국기는 1951년에 제정되어 1991년까지 사용되었다.
빨간색과 초록색 두 가지 색의 가로 줄무늬 바탕 왼쪽 상단에는 노란색 별과 낫과 망치가 그려져 있으며, 깃대 쪽으로 벨라루스의 전통적인 하얀색 자수 무늬가 새겨진 빨간색 세로 줄무늬가 그려져 있다.
1919년 빨간색 한 가지 색으로 된 국기를 사용했으나 같은 해에 빨간색 바탕 위쪽에 노란색 키릴 문자 "ССРБ"가 쓰인 형태의 디자인으로 수정했다. 이후 1937년 노란색 별과 낫과 망치가 추가된 형태의 국기를 사용했으며, 1940년대부터 1951년까지 빨간색 바탕 왼쪽 상단에 노란색 테를 두르고 그 안에 노란색 키릴 문자 "БССР"가 쓰인 형태의 국기를 사용했다.

## 이전 국기

리투아니아-벨로루시 소비에트 사회주의 공화국의 국기 (1919년)
벨로루시 소비에트 사회주의 공화국의 국기 (1919년-1927년)
벨로루시 소비에트 사회주의 공화국의 국기 (1927년-1937년)
벨로루시 소비에트 사회주의 공화국의 국기 (1937년-1951년)

## 같이 보기
- 소련의 국기
- 소련의 공화국의 국기
- 벨라루스의 국기
- 벨라루스의 기 목록